# アルマザール駅 (タシュケント)
アルマザール駅（ウズベク語: Olmazor bekati）はウズベキスタンのタシュケントチランザール地区にある、タシュケント地下鉄チランザール線の駅。

## 沿革
1977年11月6日にオクトーバー・インキロビ（後のアミール・ティムール・ヒヨボニ駅）-サビル・ラヒモフ（後のアルマザール駅）間開通と同時に駅が開業。2010年11月5日まではソ連の英雄サビル・ラヒモフから駅名を採っていたが、この日をもって現在の「アルマザール」に改名された。
駅開業後長らく終着駅であったが、2020年12月26日に当駅からチノールまで延伸開業し途中駅となる。

## 駅構造
島式ホーム1面2線を有する地下駅。プラットホームはシャローコラム構造であり、壁はガズガン産の大理石、四角柱の柱はヌラタ産の大理石で覆われている。
ホームから出口への階段はホーム両端にあり、改札口も別個に設置されている。改札口は入口・出口で分けられており、入口側はセキュリティチェックがある。

## 駅周辺
- タシュケントバスターミナル（Toshkent avtovokzal）
- ブニョドコル通り
- ガバール通り

## 隣の駅
タシュケント地下鉄
 チランザール線
チランザール駅 - アルマザール駅 - チョシュテパ駅